# Audi Cup
Audi Cup er en todages fodboldturnering, der bliver spillet på Allianz Arena i München, Tyskland. 
Den første udgave af Audi Cup blev spillet i 2009 og blev vundet af FC Bayern München. FC Bayern München har vundet turneringen tre gange (i 2009, 2013 og 2015), mens FC Barcelona vandt turneringen i 2011.

## Udgaver
| År   | Vinder         | Resultat    | Andenplads        | Tredjeplads       | Resultat    | Fjerdeplads | Stadion                           |
| ---- | -------------- | ----------- | ----------------- | ----------------- | ----------- | ----------- | --------------------------------- |
| 2009 | Bayern München | 0–0 (7–6 s) | Manchester United | Boca Juniors      | 1–1 (4–3 s) | Milan       | Allianz Arena (München, Tyskland) |
| 2011 | Barcelona      | 2–0         | Bayern München    | Internacional     | 2–2 (2–0 s) | Milan       | Allianz Arena (München, Tyskland) |
| 2013 | Bayern München | 2–1         | Manchester City   | Milan             | 1–0         | São Paulo   | Allianz Arena (München, Tyskland) |
| 2015 | Bayern München | 1–0         | Real Madrid       | Tottenham Hotspur | 2–0         | Milan       | Allianz Arena (München, Tyskland) |

## Målscorer
| Nr. | Spiller             | Klub            | Mål |
| --- | ------------------- | --------------- | --- |
| 1   | Thomas Müller       | Bayern München  | 3   |
| 1   | Thiago              | Bayern München  | 3   |
| 2   | Robert Lewandowski  | Bayern München  | 2   |
| 2   | Leandro Damião      | Internacional   | 2   |
| 2   | Zlatan Ibrahimović  | Milan           | 2   |
| 2   | Stephan El Shaarawy | Milan           | 2   |
| 2   | Edin Džeko          | Manchester City | 2   |
| 2   | Mario Mandžukić     | Bayern München  | 2   |